# Billy Higgins
Billy Higgins, född 11 oktober 1936, död 3 maj 2001, var en amerikansk jazztrummis. Han spelade i huvudsak frijazz och hardbop.
Higgins spelade på Ornette Colemans första inspelningar, i slutet av 1950-talet. Han frilansade sedan med hardbop- och andra bebop-musiker, inklusive Donald Byrd, Dexter Gordon, Joe Henderson, Milt Jackson, Jackie McLean, Pat Metheny, Hank Mobley, Thelonious Monk, Lee Morgan, David Murray, Art Pepper, Sonny Rollins, Mal Waldron och Cedar Walton. Han medverkade på över sjuhundra inspelningar, inklusive inspelningar av rock och funk.
Under 1980-talet öppnade han ett kulturellt center, World Stage, i Los Angeles för att uppmuntra och lansera unga jazzmusiker. Där jobbar man i grupp i framträdanden och skrivande, och gör konserter och spelar in.
Han var skild från sin hustru, Mauricina Altier och hade tre söner: William, Joseph och David, och även en styvson: Jody.